# Birampur
Birampur è un sottodistretto (upazila) del Bangladesh situato nel distretto di Dinajpur, divisione di Rangpur. Si estende su una superficie di 211,81 km² e conta una popolazione di  170.806 abitanti (censimento 2011).